# Tetramicra canaliculata
Genre
Tetramicra canaliculata est une espèce de plantes à fleurs de la famille des Orchidaceae (les Orchidées), de la sous-famille des Epidendroideae, de la tribu des Epidendreae et de la sous-tribu des Laeliinae, qui se rencontre en Amérique. C'est l'espèce type du genre Tetramicra.

## Répartition
L'espèce se rencontre en Amérique du Nord (Floride) et aux Caraïbes (Hispaniola, Porto Rico, Trinité, Petites Antilles).

## Systématique
Le nom correct complet (avec auteur) de ce taxon est Tetramicra canaliculata (Aubl.) Urban,.
L'espèce a été initialement classée dans le genre Limodorum sous le basionyme Limodorum canaliculatum Aubl..
Tetramicra canaliculata a pour synonymes :
- Bletia rigida (Willd.) Rchb.f. (1862)[3]
- Bletia schomburgkii Rchb.f. (1862)[4]
- Bletia subaequalis (Eggers) Rchb.f. (1886)[5]
- Brassavola elegans (Ham.) Hook[6].
- Brassavola rigida (Willd.) Bold. (1909)[7]
- Cymbidium rigidum Willd[8].
- Cyrtopodium elegans Ham[9].
- Epidendrum canaliculatum (Aubl.) Poir[10].
- Epidendrum subaequale Eggers (1879)[11]
- Limodorum canaliculatum Aubl[12].
- Oncidium elegans (Ham.) Beer (1854)[13]
- Tetramicra elegans (Ham.) Cogn. (1910)[14]
- Tetramicra rigida (Willd.) Lindl. (1831)[15]
- Tetramicra schomburgkii (Rchb.f.) Rolfe (1889)[16]

### Publication originale
- (de + la) Ign. Urban, « Sertum antillanum. VI. », Feddes Repertorium Specierum Novarum Regni Vegetabilis, vol. 15, nos 20-24,‎ 1918, p. 305–323 (ISSN 0375-121X, DOI 10.1002/FEDR.19180152001, lire en ligne).